# Świnka (herb szlachecki)
Świnka – polski herb szlachecki, noszący zawołanie Świnka. Wzmiankowany w najstarszym zachowanym do dziś polskim herbarzu, Insignia seu clenodia Regis et Regni Poloniae, spisanym przez historyka Jana Długosza w latach 1464–1480. Świnka jest jednym z 47 herbów adoptowanych przez bojarów litewskich na mocy unii horodelskiej z 1413 roku.
Herb występował głównie wśród rodzin osiadłych w ziemi kaliskiej, poznańskiej, sieradzkiej i krakowskiej. Spośród najbardziej znanych rodów pieczętujących się herbem Świnka, należy wymienić Czackich i Mączyńskich.
Świnki używali też Włodzimierz Krzyżanowski i Józef Zajączek.

## Opis herbu

### Opis historyczny

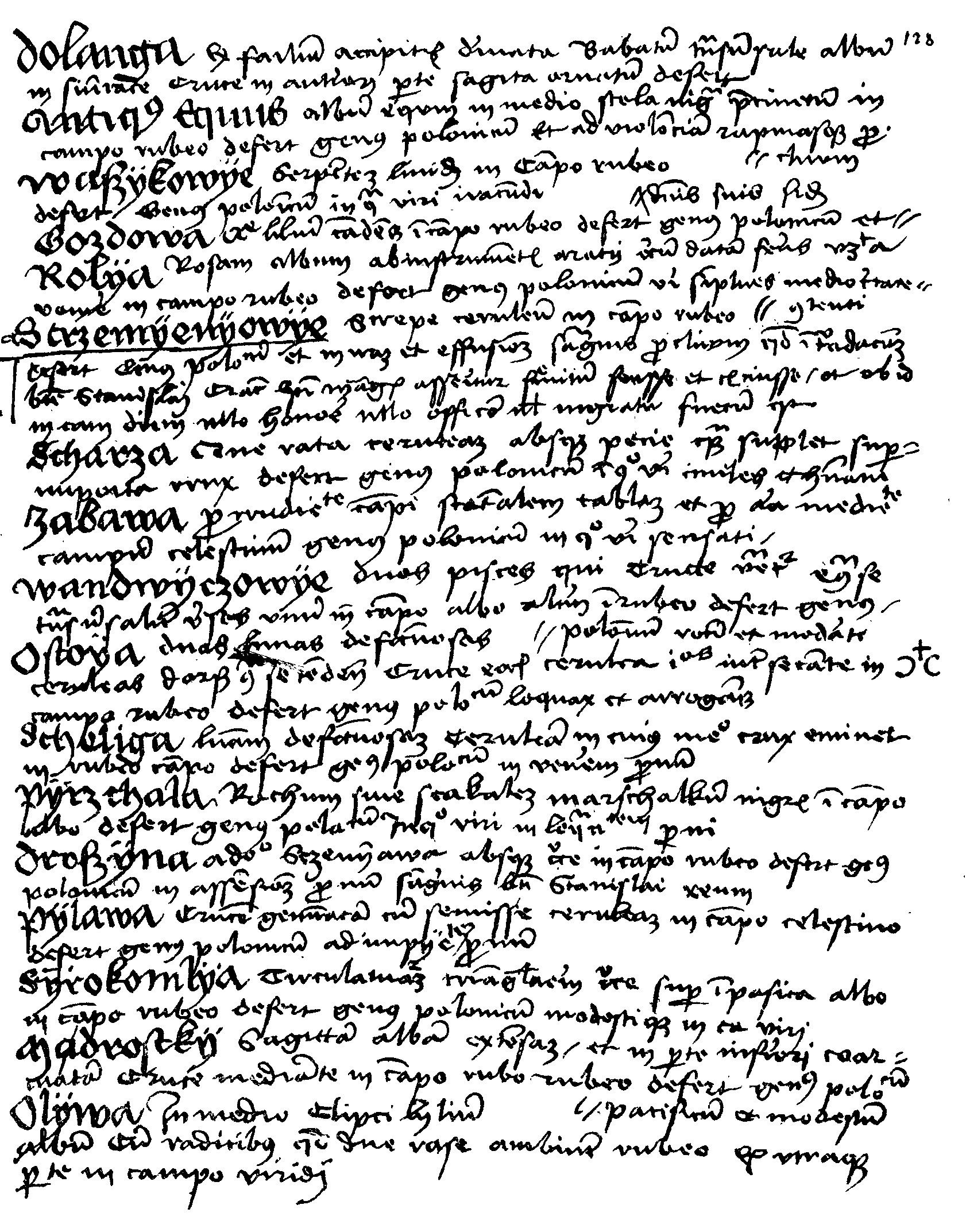
Jedna ze stron manuskryptów Jana Długosza, zawierająca opisy polskich herbów

Jan Długosz (1415–1480) blazonuje herb i opisuje herbownych następująco:

Swynky, que caput apri manu humana retortum in campo rubeo defert. Genus Polonicum loquax et facundum.

Po przetłumaczeniu:

Świnka, głowę dzika z ludzką ręką skręconą w polu czerwonym nosi. Ród polski, rozmowny i elokwentny.

Kasper Niesiecki, podając się na dzieła historyczne Bartosza Paprockiego, Szymona Okolskiego i Marcina Bielskiego, opisuje herb:

Wieprzowa głowa powinna być w polu czerwonem, której pysk ręka prawa w błękitnym rękawie rozdziera, na hełmie pół Panny większe, z warkoczem rozczesanym, pod boki obiema się rękami trzymającej (...).

### Opis współczesny
Opis skonstruowany współcześnie brzmi następująco:
Na tarczy w polu czerwonym łeb czarny dzika o srebrnych kłach, pod nim ręka dzierżąca go za dolną szczękę w niebieskim rękawie.
W klejnocie kobieta w sukni czerwonej z włosami rozpuszczonymi.
Labry herbowe czerwone, podbite czernią.

## Geneza

### Najwcześniejsze wzmianki
- 1352 – pieczęć Henryka de Buchwalt[10]
- 1405 – zapiska sądowa[1]

Najwcześniejsze lokalne źródło heraldyczne wymieniające ten herb to wspomniane już wcześniej Insignia seu clenodia Regis et Regni Poloniae, datowane na lata 1464–1480. Autorem tego dzieła jest polski historyk, Jan Długosz.
W wyniku unii horodelskiej w 1413 herb został przeniesiony na Litwę. Do rodu Świnków przyjęty został Andrzej Dewknotowicz (Dewknethowycz). Napis na pieczęci przywieszonej do aktu jest jednak tak niewyraźny, że nie pozwala odczytać do kogo ta pieczęć należała, a zatem kto reprezentował w Horodle ten ród.

## Herbowni

### Lista Tadeusza Gajla
Lista herbownych w artykule sporządzona została na podstawie wiarygodnych źródeł, zwłaszcza klasycznych i współczesnych herbarzy. Należy jednak zwrócić uwagę na częste zjawisko przypisywania rodom szlacheckim niewłaściwych herbów, szczególnie nasilone w czasie legitymacji szlachectwa przed zaborczymi heroldiami, co zostało następnie utrwalone w wydawanych kolejno herbarzach. Identyczność nazwiska nie musi oznaczać przynależności do danego rodu herbowego. Przynależność taką mogą bezspornie ustalić wyłącznie badania genealogiczne.
Pełna lista herbownych nie jest dziś możliwa do odtworzenia, także ze względu na zniszczenie i zaginięcie wielu akt i dokumentów w czasie II wojny światowej (m.in. w czasie powstania warszawskiego w 1944 spłonęło ponad 90% zasobu Archiwum Głównego w Warszawie, gdzie przechowywana była większość dokumentów staropolskich). Lista nazwisk znajdująca się w artykule pochodzi z Herbarza polskiego, Tadeusza Gajla (77 nazwisk). Występowanie na liście nazwiska nie musi oznaczać, że konkretna rodzina pieczętowała się herbem Świnka. Często te same nazwiska są własnością wielu rodzin reprezentujących wszystkie stany dawnej Rzeczypospolitej, tj. chłopów, mieszczan, szlachtę. Jest to jednakże dotychczas najpełniejsza lista herbownych, uzupełniana ciągle przez autora przy kolejnych wydaniach Herbarza. Tadeusz Gajl wymienia następujące nazwiska uprawnionych do używania herbu Świnka:
|  | Błeszyński, Bogusławski, Bratkowski. Chajewski, Chajęcki, Cholawski, Chromecki, Czacki, Czaczkowski, Czajewski. Danewicz, Dewknetowicz, Dewknotowicz, Dobrowolski, Dowknotowicz, Dziwosz. Gawroński, Golski, Górka, Grabianowski, Grabonowski, Grzebski, Grzembski, Grzębski, Grzybieński, Grzymaczewski. Horodecki. Ikierat. Jentkiewicz, Jeżewski, Jutrkowski, Jutrowski. Kaczkowski, Kakanowski, Kakawski, Kamieński, Kamiński, Kania, Kaniewski, Komorowski, Krzczonanowski, Krzczonowski, Krzyżanowski. Malborski, Mączeński, Mączyński, Michelsdorf, Mikuszewski, Monczuński. Piotrowski, Podbrzeski, Podbrzoski, Polak, Pomarzański, Pomorzański, Porkus, Pudłowski. Rakowski, Robaczyński, Roszkowski, Rucki. Semisłowski, Stańczyk, Stroliński, Strzycki, Strzyski. Świnka. Tomisławski, Tomkiewicz, Tomkowicz. Wepern, Wierzycki. Zajączek, Zajączkowski, Zieleński, Zieliński, Zwysłowski. Tadeusz Gajl, Herbarz Polski |

### Pozostałe nazwiska
Jury Łyczkowski, na swojej stronie dotyczącej heraldyki, wspomina również o nazwisku Braun .

## Odmiany
| Odmiany herbu Świnka | Odmiany arystokratyczne herbu Świnka | Herby uznawane za odmiany tylko przez pojedynczych heraldyków |  |

## Galeria

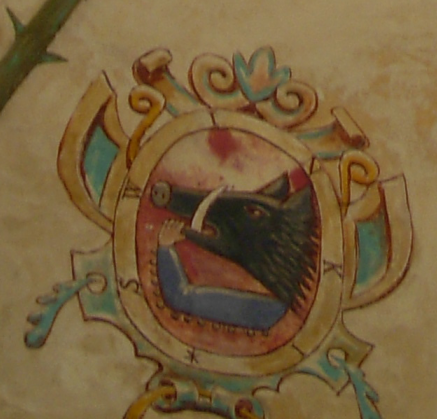
Fresk herbu Świnka na Zamku w Baranowie Sandomierskim
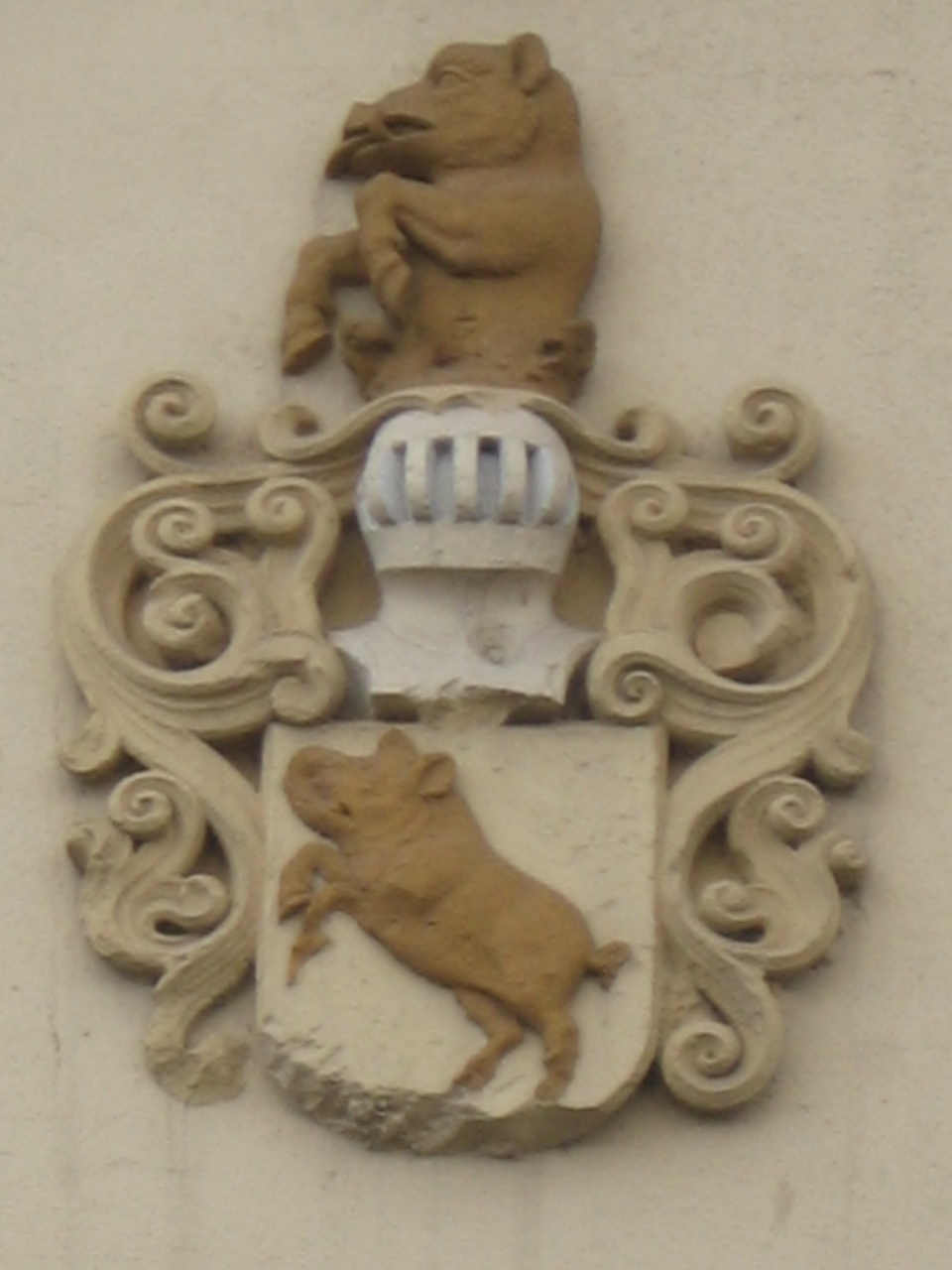
Herb śląskiego rodu Schweinichen, mającego rzekomo wspólne pokrewieństwo z przedstawicielami herbu Świnka
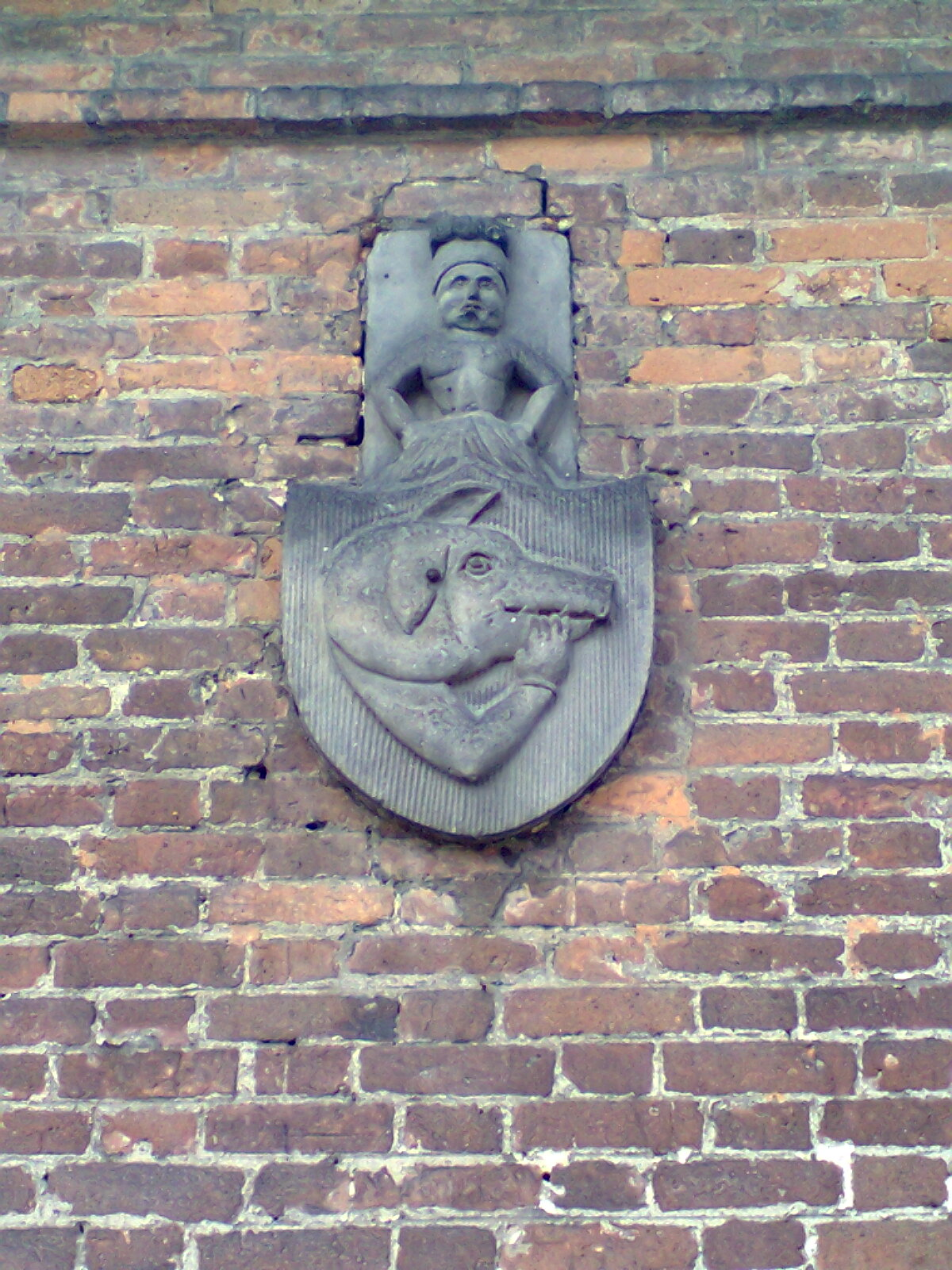
Świnka na ścianie budynku w Opatówku